# Nino Di Matteo
Antonino Di Matteo, detto Nino (Palermo, 26 aprile 1961), è un magistrato italiano.
Da ottobre 2019 a gennaio 2023 è stato Consigliere togato (indipendente) del CSM. Dal 2010 al 2012 è stato presidente della giunta distrettuale di Palermo dell'Associazione Nazionale Magistrati. A causa della sua attività, Di Matteo è sotto scorta dal 1993.

## Biografia
Ha conseguito il diploma di maturità classica presso l’Istituto Gonzaga e si è laureato in Giurisprudenza presso l'Università degli Studi di Palermo. È entrato in magistratura nel 1991 come sostituto procuratore presso la DDA di Caltanissetta. Divenuto pubblico ministero a Palermo nel 1999, ha iniziato a indagare sulle stragi di mafia in cui sono stati uccisi Giovanni Falcone, Paolo Borsellino e gli agenti delle rispettive scorte, oltre che sugli omicidi di Rocco Chinnici e Antonino Saetta; per l'omicidio Chinnici ha rilevato nuovi indizi sulla base dei quali riaprire le indagini e ottenere in processo la condanna anche dei mandanti, riconosciuti in Ignazio e Antonino Salvo, mentre per l'omicidio Saetta otteneva l'irrogazione del primo ergastolo per Totò Riina.
Nel marzo 2017 il plenum del Consiglio superiore della magistratura lo ha nominato, all'unanimità, Sostituto Procuratore alla Direzione nazionale antimafia e antiterrorismo, all'epoca guidata da Franco Roberti. In precedenza l'incarico gli era stato negato in due occasioni, una volta per motivi di curriculum, essendogli stati preferiti altri tre aspiranti, una seconda volta per un vizio di forma. Contro la prima bocciatura, Di Matteo fece ricorso al Tar, che tuttavia decretò la legittimità della decisione del Consiglio. Nel novembre 2016, alla luce delle ripetute minacce ricevute da parte di Riina (e oggetto di intercettazione nell'ambito di un'attività investigativa del Gruppo organizzato mobile del Corpo di polizia penitenziaria), il Csm propose allo stesso Di Matteo il trasferimento alla Dna per ragioni di sicurezza, ma il magistrato rifiutò, con la motivazione di non voler dare ai mafiosi un "segnale di resa personale e istituzionale".
Tuttavia, il suo trasferimento alla Superprocura antimafia venne differito, in accordo con il Procuratore della Repubblica di Palermo, Francesco Lo Voi, al fine di consentire a Di Matteo di continuare ad occuparsi del processo sulla Trattativa Stato-mafia, che si sarebbe concluso in primo grado davanti alla Corte d'assise di Palermo il 20 aprile 2018.
Nell'ottobre 2019, a seguito delle elezioni suppletive indette per far fronte alle dimissioni dei membri togati rimasti coinvolti nello "scandalo Palamara", viene eletto consigliere del Consiglio superiore della magistratura.
Al termine dell'incarico, nel gennaio 2023, è ritornato a prestare servizio come Sostituto alla Procura nazionale antimafia.

## L'attività e le minacce di attentati
Nel corso della sua carriera si è più volte occupato dei rapporti tra Cosa nostra e alti esponenti delle istituzioni. È stato impegnato nel processo a carico dell'ex prefetto Mario Mori, in relazione a ipotesi di reato eventualmente connesse alla trattativa Stato-mafia. Nel corso del processo veniva resa pubblica la minaccia di morte da parte del boss Totò Riina, intercettata dalla magistratura durante una conversazione privata in carcere con un altro recluso: «A questo ci devo far fare la stessa fine degli altri»
Inoltre sembra che Matteo Messina Denaro abbia organizzato un attentato ai danni del pm già nel 2013: infatti il boss di Castelvetrano è stato accusato da Vito Galatolo di aver fatto recapitare ai boss di Palermo di quel tempo un pizzino in cui chiedeva l'eliminazione del pm poiché "si è spinto troppo oltre" . Il collaboratore ha inoltre specificato che si trattasse de "gli stessi mandanti di Borsellino". 
In seguito alle minacce ricevute dai mafiosi, Di Matteo è stato sottoposto a eccezionali misure di sicurezza (compresa l'assegnazione del dispositivo bomb jammer), annunciate alla stampa dallo stesso ministro dell'interno Angelino Alfano nel dicembre 2013, elevando il grado di protezione al massimo livello.
Il giudice ha rifiutato però l'uso offertogli di un mezzo blindato Lince, a suo avviso "un carro armato" a tutti gli effetti, non adatto a circolare in un centro abitato.
L'assegnazione del bomb jammer non sarebbe tuttavia stata seguita dall'effettiva disponibilità di un simile accorgimento, secondo il movimento spontaneo di "Scorta Civica", di cui fanno parte cittadini appartenenti a diverse associazioni antimafia che hanno promosso l'iniziativa del presidio permanente di fronte al Palazzo di Giustizia a Palermo (e in diverse altre manifestazioni in varie piazze italiane) proprio per sensibilizzare l'opinione pubblica sui gravi rischi che corrono quotidianamente i PM come Nino Di Matteo.
Nel 2018, Mori lo criticò per le sue apparizioni televisive e per il libro pubblicato col giornalista Saverio Lodato poco dopo la sentenza del processo di Palermo.

## Il processo per la strage di via d'Amelio
Il primo processo (Borsellino I) sull'uccisione del magistrato Borsellino, derivato dalle dichiarazioni in seguito dimostratesi false di Vincenzo Scarantino, ha avuto luogo nella corte d'assise di Caltanissetta presieduta da Renato Di Natale, conclusosi il 26 gennaio 1996, ha condannato all'ergastolo Salvatore Profeta, Giuseppe Orofino e Pietro Scotto e a 18 anni di reclusione per il presunto collaboratore Vincenzo Scarantino, come richiesto della Procura.
In secondo grado, la corte presieduta da Giovanni Marletta ha confermato l'ergastolo solo per Profeta, invece Orofino è stato condannato per favoreggiamento a nove anni di reclusione e Scotto è stato assolto. Scarantino ritrattò le sue confessioni e le sue accuse, ed emerse che queste gli erano state estorte con la violenza dal prefetto Arnaldo La Barbera. Il processo si conclude dopo tre gradi di giudizio: 
sentenza della corte d'assise di Caltanissetta (26 gennaio 1996),
sentenza della corte d'assise d'appello di Caltanissetta (23 gennaio 1999), sentenza della Cassazione (18 dicembre 2000).
La sentenza del tribunale nisseno mette fine a una vicenda cominciata il 27 settembre 1992, quando il gruppo investigativo speciale “Falcone-Borsellino” guidato dall’ex capo della squadra mobile di Palermo (e agente del Sisde) Arnaldo La Barbera arresta Salvatore Candura e Vincenzo Scarantino.
All'epoca la Procura di Caltanissetta era composta da:
- dott. Giovanni Tinebra - Procuratore della Repubblica
- dott. Francesco Paolo Giordano - Procuratore della Repubblica Aggiunto
- dott. Carmelo Petralia - Sostituto Procuratore della Repubblica.
- d.ssa Ilda Boccassini - Sostituto Procuratore della Repubblica.
- dott. Fausto Cardella - Sostituto Procuratore della Repubblica.

Al processo Borsellino I, faranno seguito il Borsellino II, III e IV. Di quest'ultimo è stata emessa sentenza il 20 aprile 2017 e le motivazioni depositate in data 30 giugno 2018. Per Vincenzo Scarantino viene dichiarato il non doversi procedere per avvenuta prescrizione.
Vicenda Scarantino
In base alle rivelazioni di Gaspare Spatuzza i predetti condannati verranno assolti. Sul falso pentito Vincenzo Scarantino vengono attribuite a Nino Di Matteo responsabilità che lo stesso smentisce. Ascoltato dalla Commissione Antimafia ha dichiarato: 
Di Matteo, dunque, non ebbe un ruolo nelle indagini del Borsellino I, mentre nel Borsellino II ha seguito in particolare la fase dibattimentale al termine della quale ha chiesto e ottenuto per quattro dei sette imputati per strage, successivamente ritenuti estranei alla stessa, l'assoluzione proprio perché accusati dal solo Scarantino.
Diversamente Di Matteo ha seguito dall'inizio delle indagini il processo Borsellino III, conclusosi definitivamente con la condanna di oltre 20 mafiosi tra organizzatori ed esecutori dell'attentato (tra cui compaiono boss come Giuseppe "Piddu" Madonia, Benedetto "Nitto" Santapaola, Bernardo Provenzano, Giuseppe Calò, Raffaele Ganci, Michelangelo La Barbera, Mariano Agate, Cristoforo Cannella, Filippo Graviano e Domenico Ganci).
Proprio da questo processo emersero per la prima volta le vicende in merito all'accelerazione che portò alla morte del giudice Borsellino oltre che riguardo al possibile coinvolgimento dei cosiddetti "mandanti esterni". È in quel dibattimento, infatti, che il collaboratore di giustizia Salvatore Cancemi fa i nomi di Silvio Berlusconi e Marcello Dell'Utri che verranno indagati, e poi archiviati, sotto gli pseudonimi "Alfa e Beta".
La verità emerse in seguito al pentimento del reale colpevole, Gaspare Spatuzza. La revisione del processo a carico delle 11 persone ingiustamente condannate si concluse nel 2017 con l’assoluzione piena dei 9 ancora in vita.
Fiammetta Borsellino, figlia del giudice ucciso, lanciò dure accuse alla Procura di Caltanissetta, definita «massonica», e ai pm che si occuparono delle indagini, tra cui Giovanni Tinebra, Annamaria Palma, Carmelo Petralia e lo stesso Di Matteo.

## Le dichiarazioni sulla politica e lo scontro con Cafiero De Raho
In relazione alle indagini sulla trattativa Stato-mafia, essendo indagato l'ex senatore ed ex ministro dell'Interno Nicola Mancino, intercettando le sue utenze telefoniche alla fine del 2011 si venne a registrare anche una o più telefonate da questi intrattenute con l'allora capo dello stato Giorgio Napolitano, verosimilmente ignaro del controllo in corso sull'altro politico. Di Matteo, intervistato da un giornalista, aveva ammesso indirettamente l'esistenza di queste registrazioni, affermando però che non fossero di alcuna utilità processuale e pertanto non sarebbero state utilizzate in dibattimento. Una polemica si accese in ordine alla richiesta del Quirinale di distruggere le registrazioni, che evolse nella sollevazione di un conflitto di attribuzione tra poteri dello Stato dinanzi alla Corte costituzionale, presto ammesso e che si sarebbe poi concluso con sentenza di accoglimento delle richieste della presidenza della Repubblica, cui seguì nell'aprile 2013 la materiale distruzione dei supporti.
Nell'aprile del 2014 Di Matteo è stato prosciolto in istruttoria dal procedimento in corso presso la sezione disciplinare del Consiglio superiore della magistratura (CSM), aperto nel luglio 2012.
Nel successivo mese di maggio, il medesimo CSM ha diramato una circolare nella quale si prescrive che tutti i nuovi fascicoli d'inchiesta sulla mafia debbono essere affidati esclusivamente a chi fa parte della direzione distrettuale antimafia, e questo non era il caso né di Di Matteo né di altri suoi colleghi.
Nel luglio 2014, in occasione della commemorazione della strage di via D'Amelio, Di Matteo ha espresso considerazioni assai critiche nei confronti di Napolitano, di Silvio Berlusconi e anche di Matteo Renzi, Presidente del Consiglio dei ministri in carica, promotore di alcune importanti trattative politiche con il fondatore di Forza Italia, qualche mese prima condannato alla pena di 4 anni di reclusione per evasione fiscale; la sortita ha provocato immediate reazioni da parte di esponenti politici di Forza Italia, Nuovo Centrodestra e Scelta Civica.
Nel maggio 2019, a seguito di un'intervista rilasciata dal magistrato palermitano ad Andrea Purgatori in una puntata della trasmissione televisiva "Atlantide" (andata in onda il 18 maggio 2019) incentrata sui mandanti occulti della strage di Capaci, il Procuratore capo della Direzione nazionale antimafia, Federico Cafiero De Raho, ha deciso di estrometterlo dal neonato "pool stragi", con provvedimento immediatamente esecutivo e comunicato al Consiglio superiore della magistratura. Cafiero de Raho contestava a Di Matteo di aver interrotto il "rapporto di fiducia all’interno del gruppo e con le direzioni distrettuali antimafia" impegnate nelle indagini sulle stragi, dal momento che il magistrato palermitano, nel corso delle risposte rese al conduttore della trasmissione, avrebbe svolto analisi che ricalcavano le piste di lavoro riaperte sulle stragi, su cui si stava discutendo in riunioni riservate. Al Csm però non si è tardato a osservare come Di Matteo avesse fatto riferimento esclusivamente ad elementi noti: il ritrovamento, accanto al cratere di Capaci, di un biglietto scritto da un agente dei servizi segreti, nonché di un guanto con un Dna femminile, la scomparsa del diario di Falcone da un computer al Ministero della giustizia, l’ipotesi che alcuni appartenenti a Gladio abbiano avuto un ruolo nella fase esecutiva della strage del 23 maggio 1992. Tutti elementi che, secondo Di Matteo, lasciavano - e lasciano - plausibilmente sospettare la presenza di componenti estranee a Cosa Nostra nel teatro dell'attentato.
Nell'ottobre 2020, del tutto inaspettatamente, Cafiero De Raho ha revocato il provvedimento di espulsione emesso nei confronti di Di Matteo, reintegrandolo quindi con effetto immediato nel "pool stragi". In una nota, con la quale informava il Csm della revoca, il Capo della Dna ha comunicato che alla base di tale decisione vi sarebbe stato il fatto di voler evitare “aggravi procedurali e decisionali in un momento particolarmente delicato per la svolgimento delle funzioni e l’immagine della magistratura”.

## Opere
- (con Salvo Palazzolo), Collusi: perchè politici, uomini delle istituzioni e manager continuano a trattare con la mafia, Milano, Biblioteca Universale Rizzoli, 2015.
- (con Saverio Lodato), Il Patto Sporco. Il processo Stato-Mafia nel racconto di un suo protagonista, Milano, Chiarelettere, 2018.
- (con Saverio Lodato), Il Colpo di Spugna. Trattativa Stato-mafia: il processo che non si doveva fare, Milano, Fuoriscena, 2024.

## Onorificenze
- Cittadino onorario di Palagonia - 23 maggio 2014[29][30]
- Cittadino onorario di Modena - 2 marzo 2015[31][32]
- Cittadino onorario di Messina - 11 maggio 2015[33]
- Cittadino onorario di Gubbio - ottobre 2015[34]
- Cittadino onorario di Rivoli - 28 ottobre 2015[35]
- Cittadino onorario di Rozzano - 3 giugno 2015[36]
- Cittadino onorario di Torino - 8 giugno 2015[37][38]
- Cittadino onorario di Pescara - 1º luglio 2015[39]
- Cittadino onorario di Bologna - 26 ottobre 2015[40]
- Cittadino onorario di Spoltore - 12 febbraio 2016[41]
- Cittadino onorario di Chieti - 15 febbraio 2016[42]
- Cittadino onorario di Montesilvano - 15 febbraio 2016[43]

- Cittadino onorario di Caselle Torinese - 29 febbraio 2016[44]
- Cittadino onorario di Lacchiarella - 7 marzo 2016[45]
- Cittadino onorario di Milano - 4 aprile 2016[46]
- Cittadino onorario di Trapani - ottobre 2016[47]
- Cittadino onorario di Livorno - 19 ottobre 2016[48]
- Cittadino onorario di Reggio Emilia - 12 dicembre 2016[49]
- Cittadino onorario di Corciano - 13 dicembre 2016[50]
- Cittadino onorario di Grosseto - 15 dicembre 2016[51]
- Cittadino onorario di Venaria Reale - marzo 2017[52]
- Cittadino onorario di Pinerolo - 21 marzo 2017[53]
- Cittadino onorario di Locate di Triulzi - 7 giugno 2017[54]
- Cittadino onorario di Roma - 25 luglio 2017[55]